# Hit Pack
Hit Pack o 4 Games in 1 Pack o Zeppelin 4x4 (tutti nomi usati sulle confezioni) è una serie di cinque raccolte di videogiochi pubblicate nel 1992 per gli home computer Amstrad CPC, Commodore 64 e ZX Spectrum 48k dalla Zeppelin Games.
Le raccolte uscirono su cassetta, in edizione economica, e ognuna contiene quattro titoli di vario genere già pubblicati in precedenza dalla Zeppelin. Le ultime tre raccolte hanno un genere o tema che accomuna i giochi e che dà un titolo specifico alla raccolta.

## Videogiochi

### Hit Pack 1
- Kenny Dalglish Soccer Manager
- Mountain Bike Racer (sostituito da Mazie nell'edizione Amstrad CPC)
- Para Assault Course
- Rally Simulator

### Hit Pack 2
- Jocky Wilson's Darts Challenge
- Las Vegas Casino
- Professional Go-Kart Simulator (sostituito da Monument nell'edizione Amstrad CPC)
- Sabotage

### Combat Pack 3
Raccolta a tema "combattimento", di genere comunque variabile.
- Bionic Ninja
- Kick Box Vigilante (sostituito da 2088 nell'edizione Amstrad CPC)
- Ninja Commando
- Spaghetti Western Simulator

### Race Pack 4
Raccolta a tema "corse", che a differenza delle altre sembra essere uscita solo per ZX Spectrum.
- 3D Grand Prix
- Deathchase
- Full Throttle
- Turbo Skate Fighter

### Sport/Skill Pack 5
Raccolta a tema "sport/abilità", ma solo in parte sono giochi sportivi.
- Arcade Fruit Machine
- Battle-Tank Simulator (Amstrad CPC) o Fantastic Soccer (Commodore 64) o Fantastic American Football (ZX Spectrum)
- Para Academy
- World Soccer

## Accoglienza
Hit Pack 1 ricevette recensioni variabili, con una media dei giudizi intorno alla sufficienza. Diverse riviste consideravano Kenny Dalglish Soccer Manager il principale incentivo all'acquisto della raccolta, o perlomeno uno dei titoli migliori. Rally Simulator dava impressioni contrastanti, venendo considerato terribile da alcune riviste o tra i migliori da altre.
Hit Pack 2 ricevette accoglienza simile al precedente, con giudizi variabili e media circa sufficiente. Jocky Wilson's Darts Challenge fu considerato da più riviste il miglior titolo della raccolta, mentre Las Vegas Casino il peggiore.
Combat Pack ricevette giudizi variabili in modo anche più estremo, dai molto negativi di Commodore Format (36%) e Your Sinclair (37%) fino a quello decisamente positivo di Zzap!64 (81%), ma sempre con media vicino alla sufficienza.
Delle altre due raccolte si conosce poca o nulla presenza sulla stampa.